# Gongrulek Tsenpo
Gongrulek Tsenpo was de dertiende tsenpo, ofwel koning van Tibet. Hij was een van de legendarische koningen en was de vierde van de zes aardse koningen met de naam Lek (50 v.Chr.-100 n.Chr).